# Placenta praevia

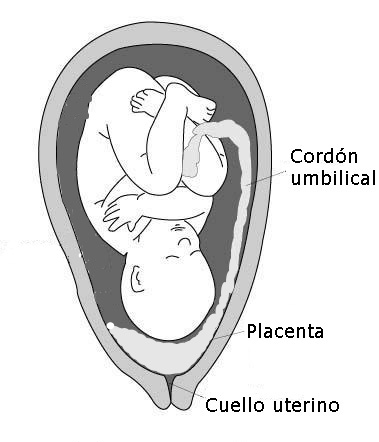
De placenta dekt de baarmoedermond af

Placenta praevia is een aandoening tijdens de zwangerschap waarin de placenta geheel of gedeeltelijk de baarmoedermond afdekt. Deze aandoening zorgt vaak voor pijnloze bloedingen tijdens de zwangerschap. Bevallingen waarbij een placenta praevia bekend is, gebeuren standaard via een keizersnede om zo ernstige bloedingen bij kind en/of moeder te voorkomen. Er wordt pas van een placenta previa gesproken na het einde van de 24e week van de zwangerschap (gerekend vanaf de eerste dag van de laatste menstruatie), omdat het nog steeds mogelijk is dat de ligging van de placenta vooraf verandert, waardoor het geboortekanaal vrijkomt. De aandoening werd voor het eerst beschreven in 1685 door Paul Portal.

## Tekenen en symptomen
Vrouwen met placenta praevia hebben vaak pijnloze, felrode vaginale bloedingen. Deze treden meestal op rond de 32e week van de zwangerschap (gerekend van de eerste dag van de laatste menstruatie), maar kan al in het late midden van het trimester optreden. Meer dan de helft van de vrouwen die getroffen zijn door placenta praevia (51,6%) heeft bloedingen vóór de bevalling. Deze bloedingen beginnen vaak mild en kunnen toenemen naarmate het gebied van de placenta-scheiding toeneemt. Placenta praevia moet worden vermoed als er bloedingen optreden na 24 weken zwangerschap. Bloedingen na de bevalling treden op bij ongeveer 22% van de getroffenen. Ook kan geen indaling van het foetale hoofd een teken zijn.